# 대한민국 상법 제366조의2
대한민국 상법 제366조의2는 총회의 질서유지에 대한 상법 회사법의 조문이다.

## 조문
제366조의2 (총회의 질서유지) (1) 총회의 의장은 정관에서 정함이 없는 때에는 총회에서 선임한다. (2) 총회의 의장은 총회의 질서를 유지하고 의사를 정리한다. (3) 총회의 의장은 고의로 의사진행을 방해하기 위한 발언, 행동을 하는 등 현저히 질서를 문란하게 하는 자에 대하여 그 발언의 정지 또는 퇴장을 명할 수 있다.